# Kladurovo
Kladurovo (en serbe cyrillique : Кладурово) est un village de Serbie situé dans la municipalité de Petrovac na Mlavi, district de Braničevo. Au recensement de 2011, il comptait 468 habitants.

## Démographie

### Évolution historique de la population
| 1948  | 1953  | 1961  | 1971 | 1981 | 1991 | 2002 | 2011 |
| ----- | ----- | ----- | ---- | ---- | ---- | ---- | ---- |
| 1 062 | 1 026 | 1 035 | 940  | 857  | 796  | 476  | 468  |

|  |